# Карнеад
Карнеаде (р. 214. п. н. е., Кирена, северна Африка - у. 129. п. н. е., Атина) - грчки филозоф, оснивач „Нове“, или Треће академије.

## Биографија
У античкој литератури, Цицероново мишљење се често понавља да је Карнеад живео 90 година, али је дуго признато као погрешно.
Дошао је у Атину 185/180. године п. н. е. Студирао је дијалектику. Његов ментор у овој области био је стоик Диоген из Вавилона. Касније је Карнеад прешао на позицију скептичне Академије. Развио је крајњи скептицизам и порицао знање и могућност коначног доказа: сваки доказ је заснован на другом доказу; За било коју тезу се може тражити оправдање, и не може постојати строго логичан крај овог ланца.
Као део чувене атинске амбасаде, заједно са стоиком Диогеном из Вавилона и перипатетиком Критолајем, посетио је Рим 155. п. н. е. Његов чувени говор трајао је два дана: првог је тврдио да правда има почетак у самој природи човека и да се томе мора тежити, другог је говорио о конвенционалности овог концепта, који је само заштита за слаба и не захтева се од јаких, стога не може бити заснована на нечему објективном.
Карнеад је своје филозофске ставове износио усмено, па је садржај његових ставова сачуван у делима других мислилаца - Цицерона, Еузебија. Такође, популаризацији Карнеадовог скептицизма допринела је и књижевна делатност његових ученика – Клитомаха, Хармада, чија многа дела нису преживела, али постоје бројне референце на њих.

## филозофија
Карнеад је познат као представник академског скептицизма. Академски скептици (тип скептицизма који се учи на Платоновој академији у Атини) веровали су да је свако знање немогуће осим сазнања да је свако друго знање немогуће.
Није оставио никаква писана дела, па све што се зна о његовим ставовима потиче од његовог пријатеља и ученика Клитомаха. Карнеад је био толико веран својим принципима да је Клитомах признао да не може да одреди шта су његови ставови о било ком питању.
Међутим, ово је само одраз његове главне теорије да људи никада нису поседовали и никада неће моћи да поседују било какве критеријуме истине, ми једноставно оцењујемо наше идеје као мање-више убедљиве, а ова оцена је субјективна.
Карнеадес је тврдио да ако постоји такав критеријум, он би морао да се заснива или на разуму, или на осећањима, или на концептима. Међутим, ум се заснива на концептима, који се заузврат заснивају на осећањима, и ми немамо начина да утврдимо да ли су наша осећања истинита или носе погрешна схватања, што доводи до лажних концепата и идеја. Дакле, осећања, појмови и разум нису подједнако погодни као критеријуми истине.
Међутим, људима су потребна одређена правила. Иако је немогуће било шта тврдити као апсолутну истину, можемо доделити различите степене вероватноће. Иако не можемо тврдити да су одређени појмови и осећања истинита, нека осећања нам се чине истинитијима од других, и требало би да се ослонимо на она осећања која нам се чине најистинитијим. Штавише, осећања нису изолована, и по правилу су у интеракцији са другим осећањима, која их могу потврдити или оповргнути. То јест, Карнеадов скептицизам се удаљио од дословног етичког схватања раних скептика и почео да се посматра првенствено епистемолошки. У исто време, прилично убедљиве идеје се могу користити за практичан живот, али се мора запамтити њихова вероватноћа.
Као први теоретичар концепта вероватноће, он је разликовао њена три степена:
- представљање је само вероватно;
- идеја је вероватна и не противречи другим идејама;
- представа која је вероватна, није у супротности са другим представама и свеобухватно је верификована.

Карнеад је указао на потребу јасноће идеја које се разматрају; сложене репрезентације сматране су скупом једноставних, а сваки елемент треба да подлеже верификацији. Важна карактеристика приступа је коришћење степена вероватноће у концепту и могућност њиховог поређења, као и схватање: чак ни субјективно највећа вероватноћа не даје гаранције истинитости. Одговарајућа идеја је само пожељнија од других, али је неприхватљиво тврдити да је истинита.
Постоје неслагања око филозофовог очувања скептичне традиције: неки истраживачи указују на постојање његовог сопственог критеријума истинског знања: човек је принуђен да се „сложи“ са њим. Међутим, већина истраживача сматра да се не говори о критеријуму Истине, већ о критеријуму исправне практичне активности уз потпуно признавање неспособности човечанства да сазна Истину. Питање је збуњујуће. С једне стране, Секст Емпирик је истакао да је Карнеад представљање сматрао управо „критеријумом истине” (Сект. Адв. матх. VII: 173), а став према „вероватном представљању” назван је „споразумом” – ово је управо термин стоика а коришћен је за означавање става према истинском знању (Цицерон. Ацад. ИИ 21.67). С друге стране, Клитомах, Карнеадов ученик, писао је да је његов учитељ „извео известан херкуловски подвиг, истржући сагласност из наших умова“ (Цицеро. Ацад. II 34. 108). Проблем је решен ако се узме у обзир разлика између појмова „δοξα” (мишљење) и „επιστημη” (знање): очигледно, Карнеад се противио слагању са догматским знањем, али је истовремено дозволио усвајање мишљења за практичну употребу. живота, супротстављајући динамику веродостојности статици догматске истине.
Филозоф је критиковао различите идеје о божанском, о провиђењу и судбини, о прорицању судбине. Истовремено, Карнеад је често не само критиковао аргументацију, већ је и откривао тему невероватности одговарајућих идеја.
Настављајући традицију скептичне критике стоицизма, посебну пажњу је посветио Хрисипу, као и Диогену Вавилонском и Антипатру из Тарса. Посебну пажњу посветио је критици покушаја да се докаже постојање једног јединог Бога (колико је познато, он је први приступио овом питању), на основу појаве разумног плана за устројство света. (аргумент из принципа сврсисходности), као и његово представљање у облику „живог интелигентног бића“ (ζωον), а користио је различите аргументе засноване на идејама стоика.
Дакле, ако је Бог живо биће, онда мора имати осећања, на пример, укус; сходно томе, он мора да осећа горчину – али од тога ће доживети незадовољство, односно „промене на горе“, али се Бог проглашава савршеним и сведобрим. Дакле, таквог бога не може бити. Главна идеја Карнеадове критике теизма стоика је немогућност приписивања Богу контрадикторних атрибута који се односе на постојање у целини, као што су „телесно/бестелесно“, „врлино/не-врлино“ итд.
Друга верзија контрадикције: сваки постојећи објекат је или телесан (материјални) или бестелесан. Међутим, Бог не може бити бестелесан, „пошто је бестелесно бездушно, неосетљиво и не може ништа да створи“ и не може бити телесно, „пошто је свако тело нешто променљиво и пропадљиво, а божанство је нетрулежно“ (Сект. Адв. матх. 9: 151)
Цицерон је поменуо Карнеадов аргумент о немогућности примене концепта врлине на савршеног и равнодушног бога: то једноставно нема смисла (Цицеро. Де натура деорум. 3:15(38)), пошто за некога само то сматра се да се врлина чини свесно (и за добробит других), али се не може учинити.
Другим речима: анализа атрибута које стоици приписују Богу неминовно води до нерешивих противречности, из којих следи да овако описан објекат не може постојати.